# 圣索沃尔 (上加龙省)
圣索沃尔（法語：Saint-Sauveur，法語發音：[sɛ̃ sovœʁ] ⓘ）是法国上加龙省的一个市镇，属于图卢兹区。

## 地理
圣索沃尔（43°44'55"N, 1°24'2"E）面积7.04 平方千米，位于法国奧克西塔尼大區上加龙省，该省份为法国西南部内陆省份，西南端与西班牙接壤，自此顺时针与上比利牛斯省、热尔省、塔恩-加龙省、塔恩省、奥德省和阿列日省接壤。
与圣索沃尔接壤的市镇（或旧市镇、城区）包括：布洛克新城、布吕吉耶尔、卡斯泰尔诺-代斯特雷特丰、塞佩、圣若里。

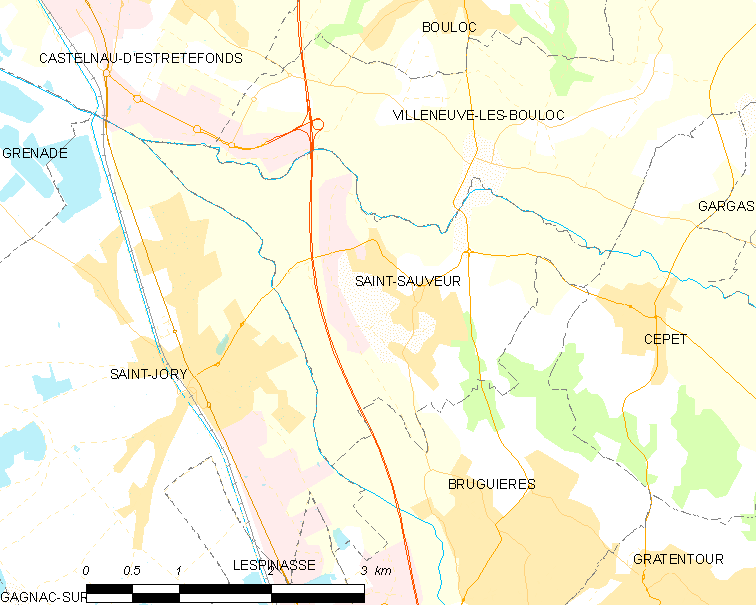
的OSM定位图

圣索沃尔的时区为UTC+01:00、UTC+02:00（夏令时）。

## 图集

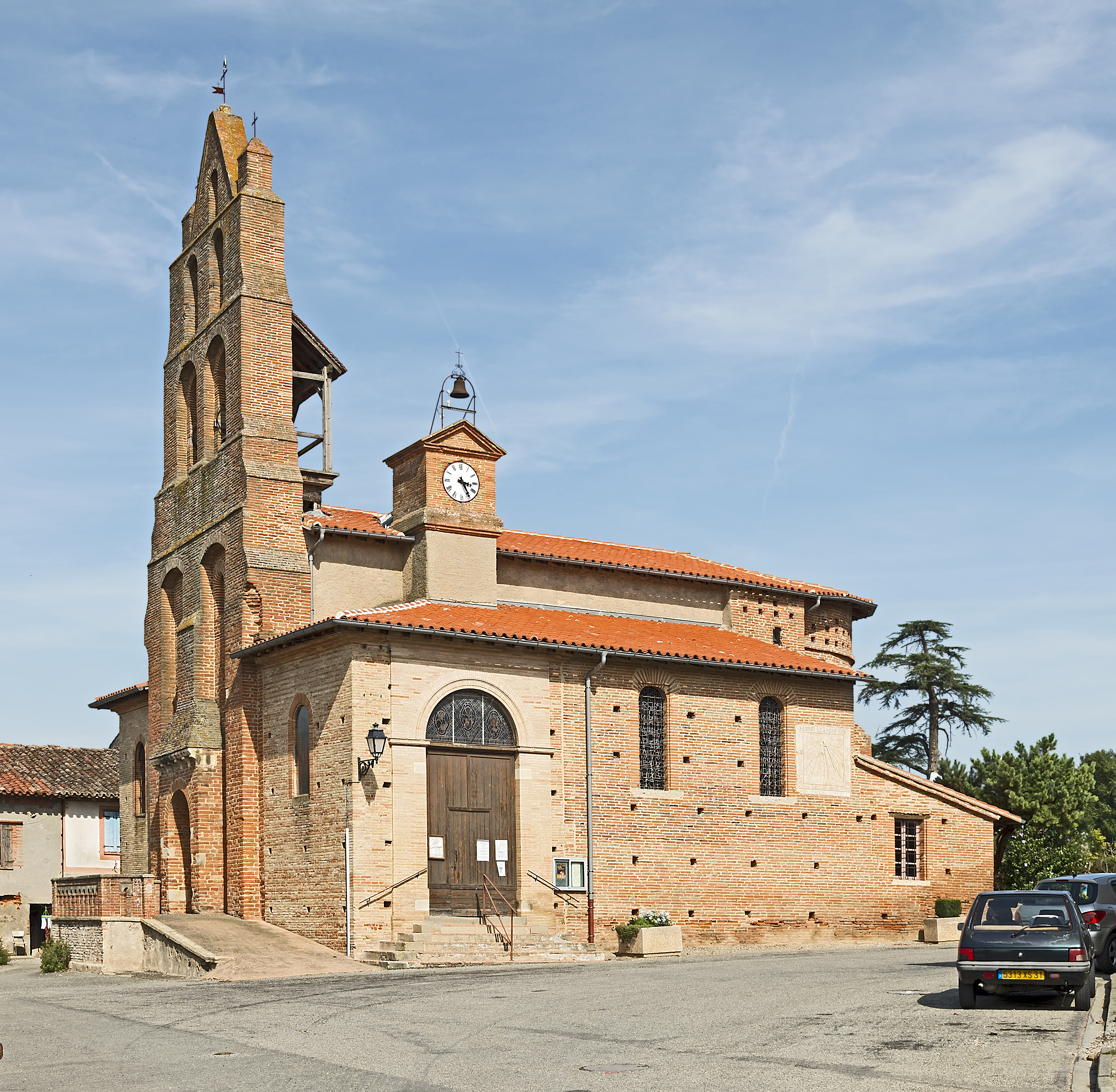
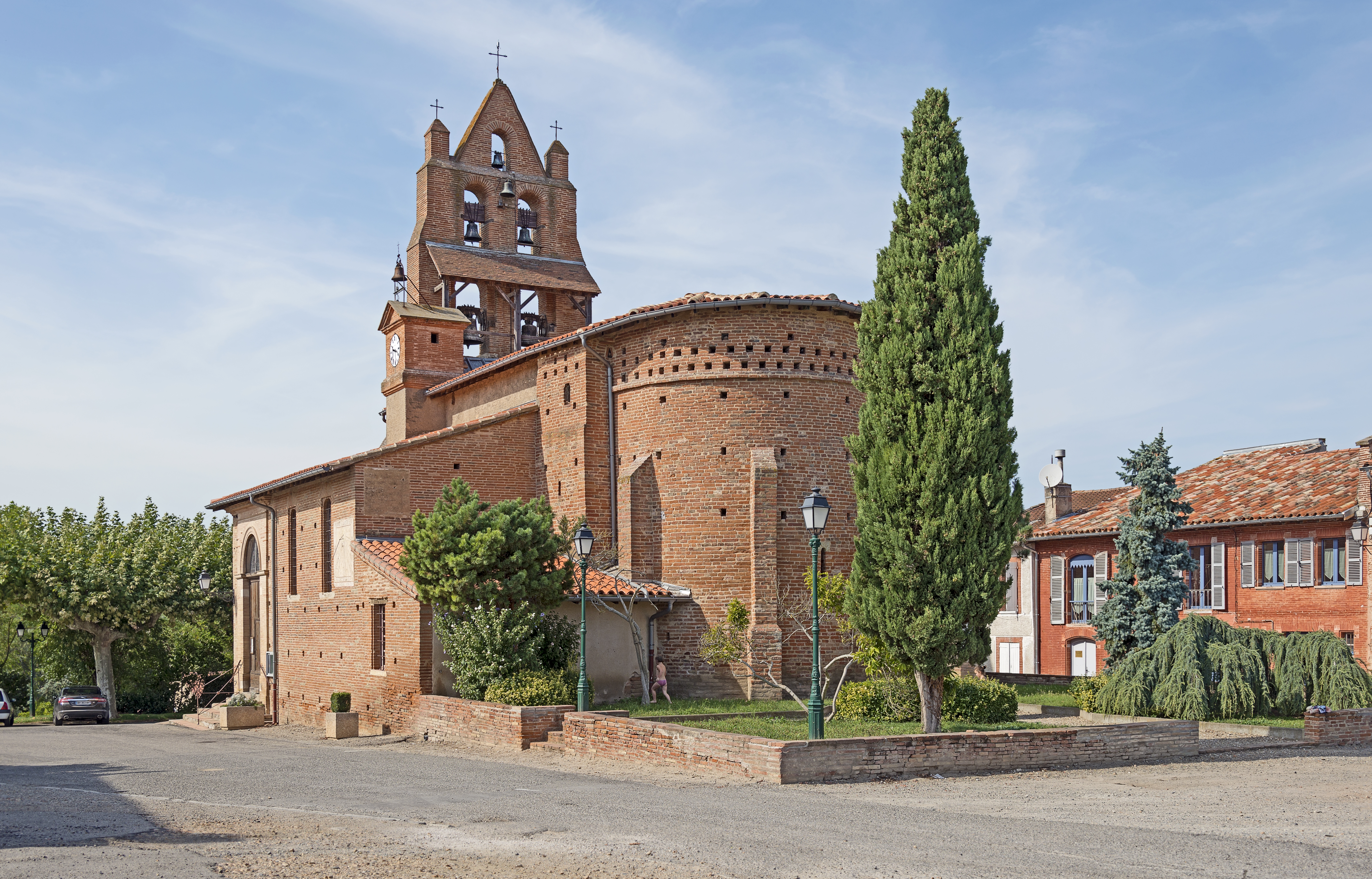
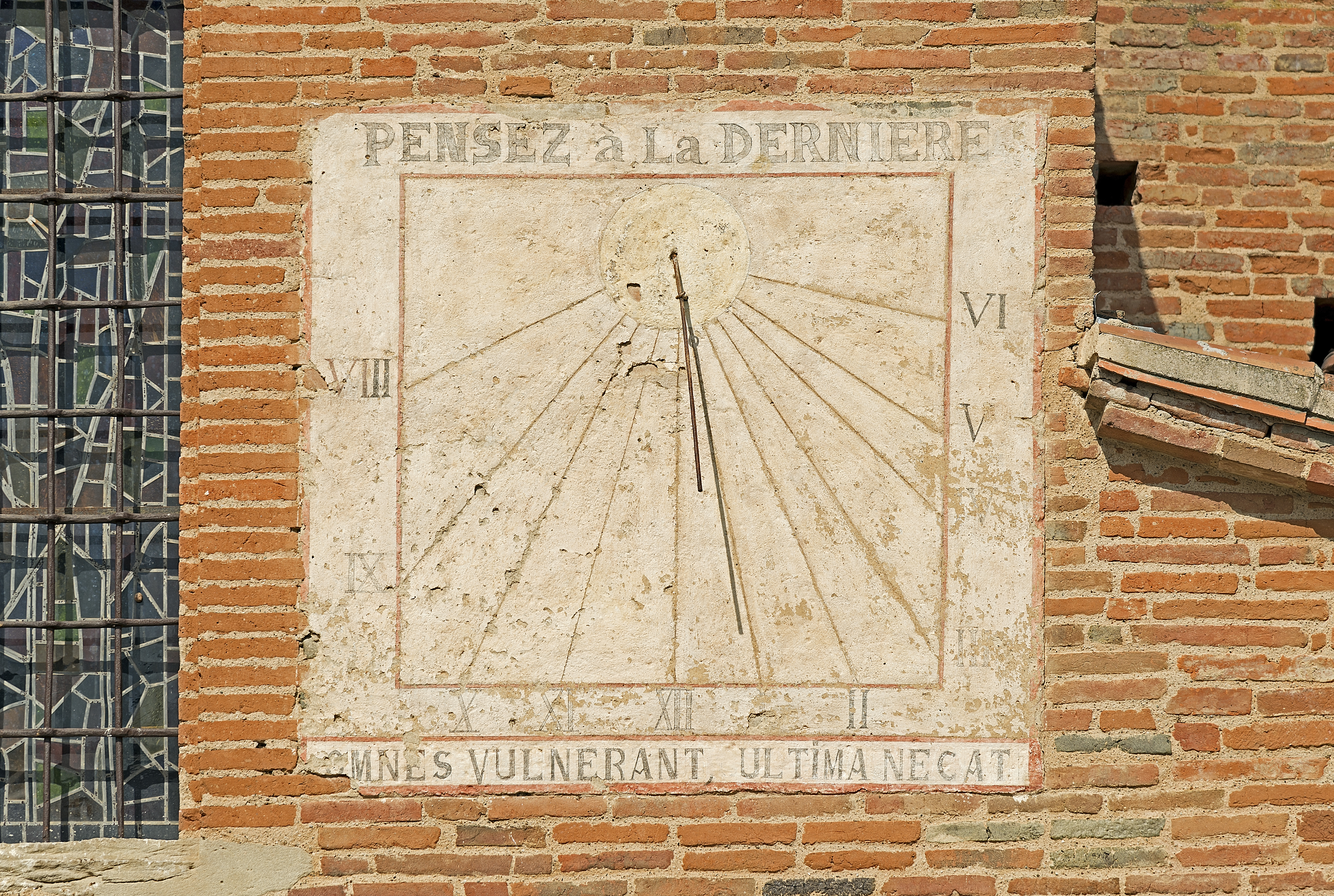

## 行政
圣索沃尔的邮政编码为31790，INSEE市镇编码为31516。

## 政治
圣索沃尔所属的省级选区为塔恩河畔维勒米尔县。

## 人口

1962-2008年间人口变化图示

圣索沃尔于2022年1月1日时的人口数量为2235人。